# Brännberg (småort)
Brännberg är en småort i Bodens kommun belägen vid stambanan (järnvägen) och Alån i  Överluleå socken.

## Samhället
I bygden finns byalokal, bagarstuga, fotbollsplan, industriområde, odlingsmark, skog, fina fiskevatten, hus/lägenheter att hyra, nedlagd skola, stigar och vägar för vandring och cykling samt idrottsföreningen Brännbergs IF.
Ett 20-tal företag är aktiva i området genom verksamhet och ägande av olika typer av fastigheter. 

## Historia
Den industriella utvecklingen baserad på malm och skog var drivkraften för bygdens utveckling, framförallt via Selets Bruk och dess behov av trävaror och träkol.
I mitten av 1800-talet etablerades det första bostället vid Johannisforsen, troligen med anledning av den vattensåg som uppfördes i Alån. När det kom fler familjer till trakten befolkades området uppströms ån som kallades Johannisberg. Dessa platser beskrivs ibland i historiska dokument med e, dvs Johannesfors och Johannesberg. När stambanan byggdes och en station skulle namnges valdes namnet Brännberg efter närbeläget berg, eftersom en station kallad Johannisberg redan fanns i Sverige. 
1857 uppförde stadsfiskal Frans Gustaf Lagerwall från Luleå en vattensåg i Johannisfors, Även Handlare Jonas Bodell var inblandad i verksamheten som såldes när båda avlidit omkring 1867. Familjen Laestadius med sågverksrörelse i Vändträsk var involverade och tog förmodligen över driften under några år. Det finns även uppgift om en skuld till Rosfors Johannisfors sågbolag 1856 i en bouppteckning efter den förste rättaren vid vattensågen Petter Andersson (ursprungligen från Halland).
1894 köptes det första bostället av disponent Gustaf Thisell som uppförde en ångsåg vid Fagervik, några kilometer nedströms Alån. 1898 sålde Thisell sin egendom inklusive flera hemman i Alträsk och totalt 9666 hektar mark till Domänverket.
Sågen i Fagervik drevs vidare av Domänverket fram till juli 1930 när en brand förstörde anläggningen. Från sågen i Fagervik fraktades trävaror med pråmar uppströms Alån till Brännbergs båtlänning (vägskäl Brännberg 1), varifrån en järnvägsräls gick upp till järnvägsstationen där virket lastades om för vidare transport. 
I byn har också funnits ett tegelbruk omkring 1915 och vid Spälkforsen i Alån uppströms Brännberg producerades takstickor med hjälp av en maskin som drevs av vattenkraft. 
1918 startade en såg som drogs av en lokomobil, en ångmaskin. Sågen drevs av Alträsk nybyggesallmänning som behövde virke till uppförandet av de kolonat som utarrenderats till egendomslösa arbetare. 
1938 övertog Domänverket sågverket i Brännberg och etablerade även en kojfabrik för tillverkning av Brännbergskojor, bostäder för skogsarbetare. De större kojorna utvecklades sedan till mindre rastkojor.  
I bygden har många kolmilor och tjärdalar producerat kol och tjära genom åren. Under andra världskriget tillverkades det ansenliga mängder gengasved och träkol, bla vid sågen i Brännberg. 
1892 fastställdes Laga skifte i byn och bland ägarna av de skattehemman som bildades fanns Firman Sundström och Ekbäck från Luleå. Henrik Johan Sundström överförde sedan delar av marken till tre söner som senare sålde sina delar vidare. 
Järnvägen drogs genom byn 1894 och medförde ett uppsving för orten. Var femte kilometer byggdes en banvaktarstuga som befolkades av olika familjer. Även i och runt järnvägsstationen i Brännberg flyttade familjer in för att arbeta vid järnvägen. SJ ledde utvecklingen av trädgårdsodlingen då de anlade planteringar av både prydnadsväxter, bär och grönsaker vid stationer och banvaktarstugor.  

### Sveriges första kolonat och Statens Försöksgård i Brännberg (1918-1957)
Sveriges första kolonat anlades i Brännberg. Det är ett av de större myrodlingsprojekten. 1892 föreslogs i riksdagen att odlingslägenheter skulle upplåtas i de två nordligaste länen. 1909 beslutade riksdagen att 1868 hektar avsattes från kronparkerna Alträsk och Svanå samt från mark kring Brännberg som varit i Selets bruks ägo. Marken var övervägande myrmark eller försumpad skog. 
1910 stakades de första kolonaten ut av bla landshövding Bergström och under hösten 1911 annonserades de ut i tidningarna. Historien om kolonaten finns väl dokumenterad i boken av Uno Westerlund, se https://piteamuseum.nu/bokforlag/sveriges-forsta-kolonat/
1918 anslog riksdagen resurser för att en Försöksgård skulle etableras i Brännberg. Syftet var att skapa en mönstergård, utveckla lämpliga metoder för odling på myrmark och att resultaten skulle användas av kolonaten.  
Med kolonaten ökade Brännbergs befolkning. 1920 var 13 kolonat upplåtna och 1949 18 stycken. På de utdikade myrarna anlades vägar som förband de olika kolonatlotterna med varandra. Kolonaten i Brännberg lades vid järnvägen och gammal bebyggelse. Efter hand lades flera av kolonaten ned, och de som var kvar köpte marken från de öde kolonaten. Än i dag finns flertalet bebodda och levande gårdar kvar från detta banbrytande experiment.  

### Kronotorp
Kronotorp tillkom från 1920-talet, för att säkra tillgången på arbetskraft för skogsbruket. De anlades liksom kolonaten på myrmark, som ägdes av staten, men jordlotten fick bara arrenderas på 50 år. De första femton åren var avgiftsfria men därefter skulle avgäld erläggas. En mindre summa utgick som odlingshjälp. 1928 höjdes den från 700 kr till 1250 kr för vissa kronotorpare. Dessa var på alla sätt missgynnade gentemot kolonaten. De var mindre och ägaren var tvungen att utföra ett visst antal dagsverken, förutom att odla upp sin egen jord. Till kronotorpen hörde inte heller jakträtt. Kronotorpen låg ofta ensligt till i skogen, förutsättningarna till sociala relationer var sämre.

### Befolkningsutveckling
På 1930 och 1940-talen var befolkningen cirka 450 personer. Här fanns två affärer. Café fanns från 1930-talet till 1950-talet, kiosk fanns på 1950-talet. Skola har funnits sedan 1906 och lades ned 2006 på grund av för få elever.
På 1970 och 1980-talen flyttade många unga familjer med barn till byn. Byns befolkning föryngrades. Många nya villor byggdes både mitt i bykärnan och bland befintlig bebyggelse.
| Befolkningsutvecklingen i Brännberg 1995–2020 | Befolkningsutvecklingen i Brännberg 1995–2020 | Befolkningsutvecklingen i Brännberg 1995–2020 | Befolkningsutvecklingen i Brännberg 1995–2020 | Befolkningsutvecklingen i Brännberg 1995–2020 |
| --------------------------------------------- | --------------------------------------------- | --------------------------------------------- | --------------------------------------------- | --------------------------------------------- |
|                                               |                                               |                                               |                                               |                                               |
| År                                            |                                               |                                               | Folkmängd                                     | Areal (ha)                                    |
| 1995                                          | 1995                                          |                                               | 143                                           | 37#                                           |
| 2000                                          | 2000                                          |                                               | 138                                           | 37#                                           |
| 2005                                          | 2005                                          |                                               | 114                                           | 32#                                           |
| 2010                                          | 2010                                          |                                               | 83                                            | 32#                                           |
| 2015                                          | 2015                                          |                                               | 105                                           | 43#                                           |
| 2020                                          | 2020                                          |                                               | 80                                            | 44#                                           |
| Anm.: # Som småort.                           |                                               |                                               |                                               |                                               |